# 浄心
浄心（じょうしん）は、愛知県名古屋市西区の地名。現行行政地名は浄心一丁目および浄心二丁目。住居表示実施。

## 地理
名古屋市西区中央部に位置する。東は上名古屋二丁目・同三丁目、南は花の木三丁目・天神山町に接する。

## 歴史

### 町名の由来
当地に所在する曹洞宗浄心寺（浄心観音）に由来する。また、上申新田なる地名に由来するという説もあるという。

### 沿革
- 1915年（大正4年）11月4日 - 名古屋電気鉄道上江川線が開通し、浄心前停留所が終着駅として設置される[4]。
- 1932年（昭和7年）5月1日 - 西区北押切町・児玉町の各一部により、同区浄心町が成立する[1]。
- 1939年（昭和14年）8月10日 - 北押切町の一部を編入する[1]。
- 1947年（昭和22年）
  - 7月10日 - 一部が児玉町に編入される[1]。
  - 9月1日 - 一部が児玉町に編入される[1]。
- 1980年（昭和55年）10月12日 - 西区浄心一丁目が江川端町・江川横町・上名古屋町・浄心町・浄心本通・柳町・北押切町の各一部、浄心二丁目が浄心町・北押切町・児玉町・柳町の各一部によりそれぞれ成立する[1]。また、浄心町は児玉一丁目および同二丁目・天神山町・花の木三丁目にそれぞれ編入され消滅[1]。
- 1981年（昭和56年）11月27日 - 名古屋市営地下鉄鶴舞線浄心駅が開業する[5]。
- 1983年（昭和58年）8月28日 - 浄心一丁目に浄心本通の一部が編入される[1]。

## 交通
1915年（大正4年）、名古屋市交通局の前身である名古屋電気鉄道が上江川線を延長し、浄心前（のち浄心町と改称）停留所を設置した。1930年（昭和5年）には浄心車庫が開所するなど、交通の要衝として付近は発展を遂げたとされる。浄心町停留所を経由する路線は1961年（昭和36年）4月の時点で前述の上江川線のほか、浄心延長線・押切浄心連絡線があり、熱田駅前・覚王山・上飯田行の3系統が運行されていた。上江川線および浄心延長線については1971年（昭和46年）4月1日、押切浄心連絡線については翌年3月1日に廃止された。軌道系交通はこの2路線の廃止により、暫く当地から姿を消していたが、1981年（昭和56年）の地下鉄鶴舞線の延長開業に伴い、浄心駅が設置されたことで復活している。

## 世帯数と人口
2019年（平成31年）2月1日現在の世帯数と人口は以下の通りである。
| 丁目       | 世帯数  | 人口    |
| ---------- | ------- | ------- |
| 浄心一丁目 | 541世帯 | 1,064人 |
| 浄心二丁目 | 305世帯 | 567人   |
| 計         | 846世帯 | 1,631人 |

### 人口の変遷
国勢調査による人口の推移
| 1995年（平成7年）  | 1,493人 | [ WEB 6 ]  |  |
| 2000年（平成12年） | 1,450人 | [ WEB 7 ]  |  |
| 2005年（平成17年） | 1,479人 | [ WEB 8 ]  |  |
| 2010年（平成22年） | 1,578人 | [ WEB 9 ]  |  |
| 2015年（平成27年） | 1,564人 | [ WEB 10 ] |  |

## 学区
市立小・中学校に通う場合、学校等は以下の通りとなる。また、公立高等学校に通う場合の学区は以下の通りとなる。なお、小学校は学校選択制度を導入しておらず、番毎で各学校に指定されている。
| 丁目       | 小学校                                        | 中学校               | 高等学校 |
| ---------- | --------------------------------------------- | -------------------- | -------- |
| 浄心一丁目 | 名古屋市立上名古屋小学校 名古屋市立児玉小学校 | 名古屋市立浄心中学校 | 尾張学区 |
| 浄心二丁目 | 名古屋市立児玉小学校                          | 名古屋市立浄心中学校 | 尾張学区 |

## 施設

### 浄心一丁目
- 名古屋市西生涯学習センター[2]

1番45号。1985年（昭和60年）7月、西社会教育センターとして設置。1997年（平成9年）4月、西生涯学習センターと改称。2016年（平成28年）4月、指定管理者制度を導入。鉄筋コンクリート造3階建で、延床面積は2,391.38平方メートル。
- 名古屋市営地下鉄浄心運転区[2]
- 名古屋市営バス浄心営業所[2]
- 名古屋市住宅供給公社
- 平安会館浄心斎場
- 若葉どんぐりひろば
- 中部電力浄心変電所
- 中部電気保安協会名古屋北事業所
- あいち銀行浄心中央支店

- 名古屋市西生涯学習センター
- 名古屋市営バス浄心営業所
- 名古屋市住宅供給公社

### 浄心二丁目
- 浄心公園
- 霊波之光名古屋礼拝所
- 名古屋銀行浄心支店
- 浄東どんぐりひろば

## その他

### 日本郵便
- 郵便番号 : 451-0061[WEB 3]（集配局：名古屋西郵便局[WEB 13]）。

### WEB
1. 1 2  “愛知県名古屋市西区の町丁・字一覧”.   人口統計ラボ. 2017年4月8日閲覧。
2. 1 2  “町・丁目(大字)別、年齢(10歳階級)別公簿人口(全市・区別)”.   名古屋市 (2019年2月20日). 2019年3月10日閲覧。
3. 1 2  “郵便番号”.  日本郵便. 2019年3月10日閲覧。
4. ↑  “市外局番の一覧”.   総務省. 2019年1月6日閲覧。
5. ↑  名古屋市役所市民経済局地域振興部住民課町名表示係 (2015年10月21日). “西区の町名一覧”.   名古屋市. 2017年8月7日閲覧。
6. ↑  総務省統計局 (2014年3月28日). “平成7年国勢調査の調査結果(e-Stat) - 男女別人口及び世帯数 －町丁・字等” (CSV). 2019年4月27日閲覧。
7. ↑  総務省統計局 (2014年5月30日). “平成12年国勢調査の調査結果(e-Stat) - 男女別人口及び世帯数 －町丁・字等” (CSV). 2019年4月27日閲覧。
8. ↑  総務省統計局 (2014年6月27日). “平成17年国勢調査の調査結果(e-Stat) - 男女別人口及び世帯数 －町丁・字等” (CSV). 2019年4月27日閲覧。
9. ↑  総務省統計局 (2012年1月20日). “平成22年国勢調査の調査結果(e-Stat) - 男女別人口及び世帯数 －町丁・字等” (CSV). 2019年4月27日閲覧。
10. ↑  総務省統計局 (2017年1月27日). “平成27年国勢調査の調査結果(e-Stat) - 男女別人口及び世帯数 －町丁・字等” (CSV). 2019年4月27日閲覧。
11. ↑  “市立小・中学校の通学区域一覧”.   名古屋市 (2018年11月10日). 2019年1月14日閲覧。
12. ↑  “平成29年度以降の愛知県公立高等学校（全日制課程）入学者選抜における通学区域並びに群及びグループ分け案について”.   愛知県教育委員会 (2015年2月16日). 2019年1月14日閲覧。
13. ↑  郵便番号簿 平成29年度版 - 日本郵便. 2019年03月10日閲覧 (PDF)

### 書籍
1. 1 2 3 4 5 6 7 8  名古屋市計画局 1992, p. 760.
2. 1 2 3 4 5  「角川日本地名大辞典」編纂委員会 1989, p. 1507.

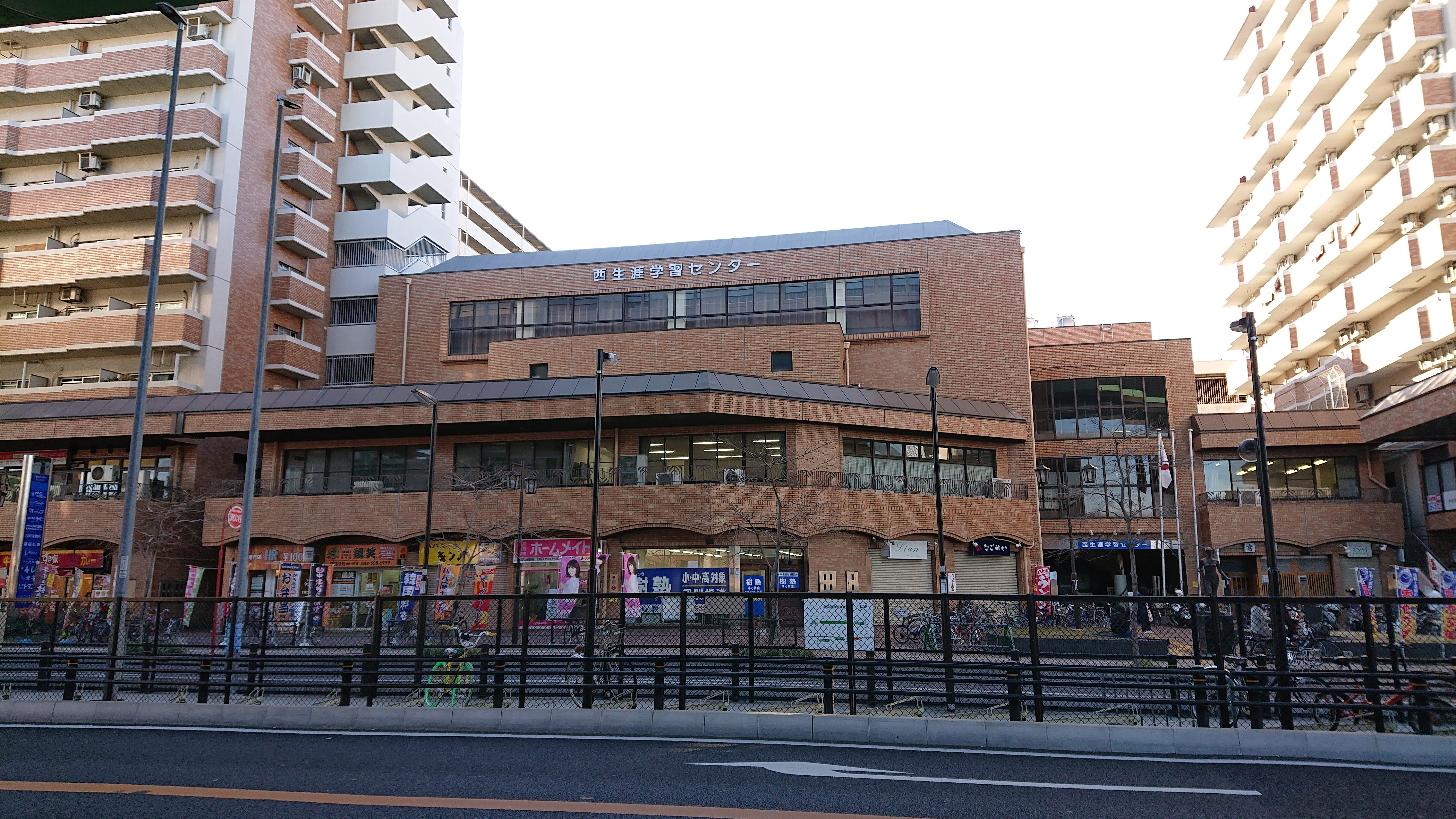
名古屋市西生涯学習センター
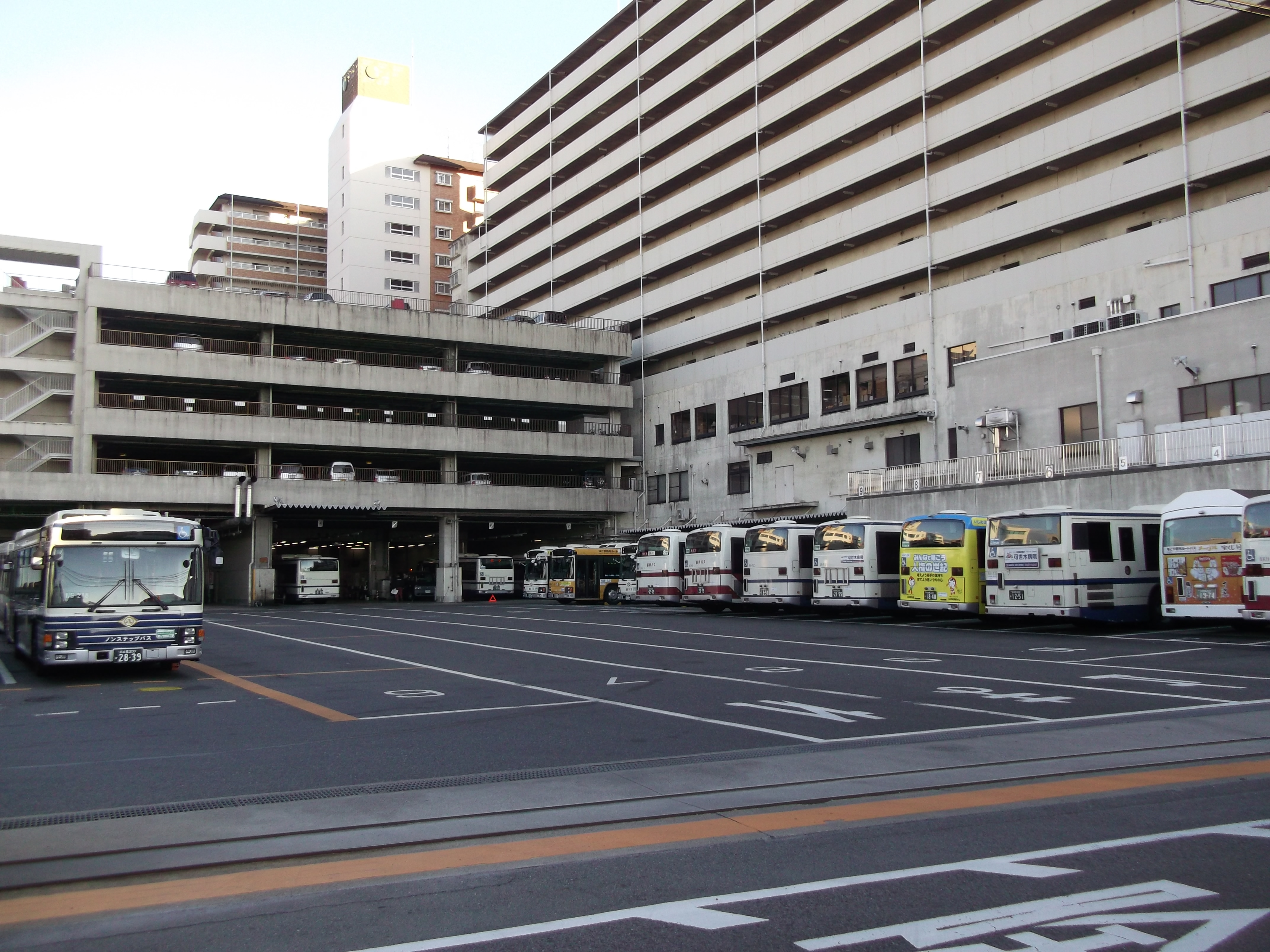
名古屋市営バス浄心営業所
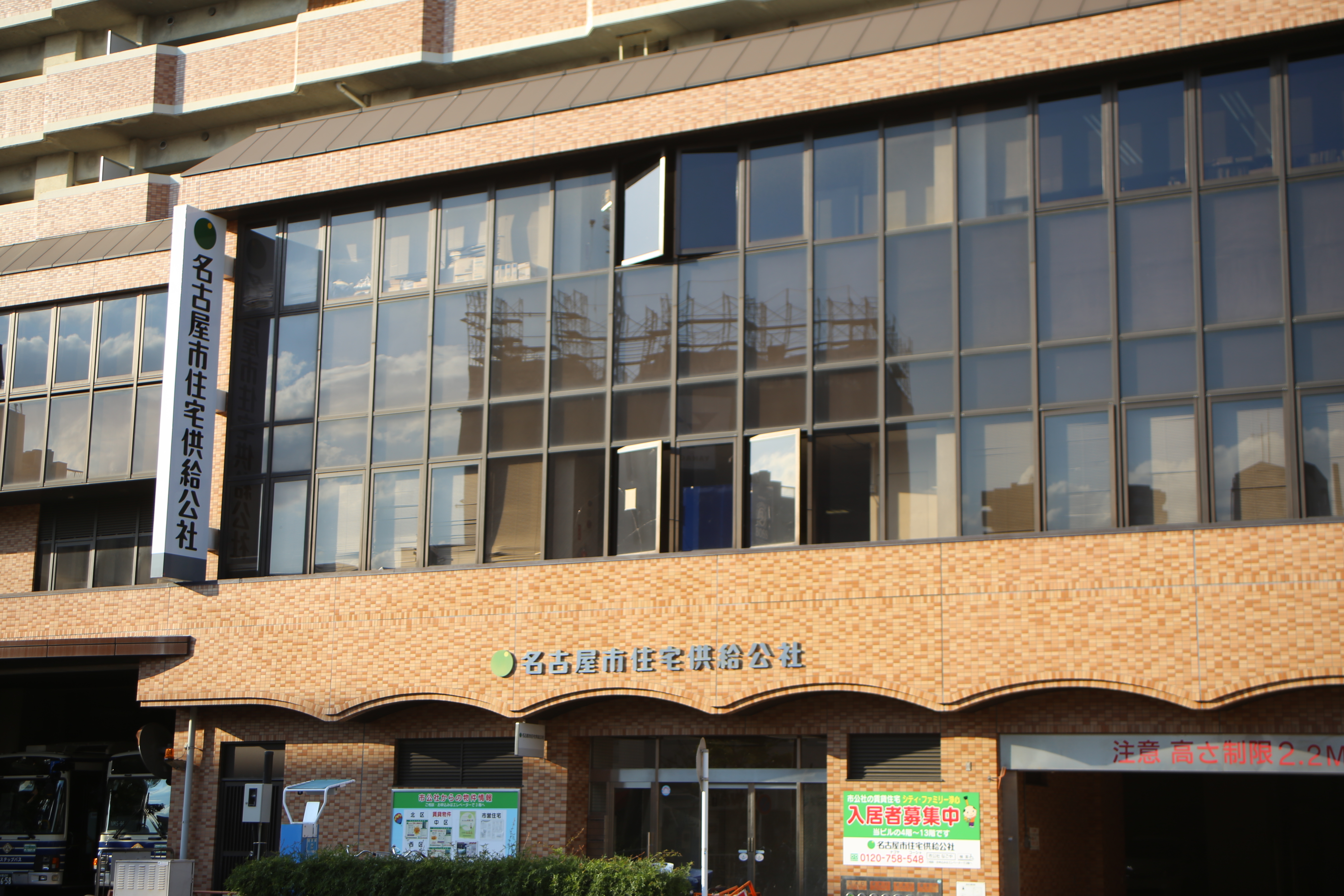
名古屋市住宅供給公社

3. 1 2  名古屋市計画局 1992, p. 223.
4. 1 2 3  日本鉄道旅行地図帳編集部編 2008, p. 58.
5. 1 2  日本鉄道旅行地図帳編集部編 2008, p. 54.
6. 1 2  名古屋市計画局 1992, p. 224.
7. ↑  日本鉄道旅行地図帳編集部編 2008, pp. 24–25.
8. 1 2 3 4 5  名古屋市教育委員会事務局総務部企画経理課 2018, p. 216.